# Teraformiranje
Teraformiranje (eng. Terraforming od Earth-forming) hipotetski je proces atmosferskog, temperaturnog, topografskog ili ekološkog prilagođavanja nekog nebeskog tijela kako bi bio što sličniji Zemlji i tako omogućio životne uvjete.
Iako se kao kandidat za teraformianje najčešće navodi Mars, zbog svojih fizičkih osobina (gravitacija itd.) ljudima bi najpogodnija bila Venera.[nedostaje izvor]
Koncept teraformiranja razvio se i iz znanstvene fantastike i iz stvarne znanosti. Carl Sagan, astronom, predložio je planetarni inženjering Venere 1961. godine, što se smatra jednim od prvih izvještaja o konceptu. Izraz je skovao Jack Williamson u znanstveno-fantastičnoj kratkoj priči ("Collision Orbit") objavljenoj 1942. u Astounding Science Fiction, iako teraformiranje u popularnoj kulturi može prethoditi ovom djelu.
Čak i ako bi se okoliš planeta mogao namjerno promijeniti, još uvijek se mora provjeriti izvedivost stvaranja neograničenog planetarnog okruženja koje oponaša Zemlju na drugom planetu. Dok su Merkur, Venera, Zemlja, Mars pa čak i Mjesec proučavani, Mars se obično smatra najvjerojatnijim kandidatom za teraformiranje. Napravljeno je mnogo studija o mogućnosti zagrijavanja planeta i mijenjanja njegove atmosfere, a NASA je čak vodila debate o tome. Nekoliko potencijalnih metoda za teraformiranje Marsa možda su u okviru tehnoloških mogućnosti čovječanstva, ali trenutačno gospodarski resursi potrebni za to nadmašuju one koje su svaka vlada ili društvo voljne dodijeliti.
Dugi vremenski rokovi i praktičnost teraformiranja također su predmet rasprave. Kako je tema postala sve popularnija, istraživanja su se proširila i na druge mogućnosti, uključujući biološko teraformiranje, parateraformiranje i modificiranje ljudi kako bi bolje odgovarali okruženju planeta i mjeseca. Međutim, izazove i dalje predstavljaju pitanja vezana za etiku, logistiku, ekonomiju, politiku i metodologiju mijenjanja okoliša izvanzemaljskog svijeta.

## Vanjske poveznice
|  | Zajednički poslužitelj ima još gradiva o temi Teraformiranje |